# Red River (Mississippi)
Il Red River, detto anche Red River del Sud, è un fiume degli Stati Uniti d'America, il cui corso si estende per 2.189 km, affluente del Mississippi.

## Geografia
Segna la maggior parte del confine settentrionale dello Stato del Texas con l'Oklahoma.
Le città più importanti attraversate sono Wichita Falls, con all'interno la base di Sheppard AFB nella quale si addestrano anche piloti italiani provenienti dall'Accademia Aeronautica, Shreveport e Bossier City.

## Nome
Il suo nome deriva dal colore rosso delle acque.

## Principali affluenti
I principali affluenti sono:
- Pease
- Wichita
- Sulphur
- Washita
- Ouachita